# 김대산 (가수)
김대산(金大山,1988년 12월 8일~)은 대한민국의 가수이다. 히든싱어2 1회 임창정편에 출연하여 대중에게 이름을 알렸고, 2017년 싱글 앨범 [Purish]을 발매하며 데뷔했다.

## 생애
1988년 12월 8일, 대구직할시에서 태어나 2007년 경원고등학교 (대구)를 졸업할때까지 대구에서 어린시절을 보내며 성장하였다. 고등학교를 졸업한 직후 바로 17사단으로 입대하였으며, 전역 후 10학번으로 대학교에 진학하였다.
어린시절부터 노래에 소질이 있다는 걸 깨닫고, 2001년부터 모창을 시작하였다. 2013년 히든싱어2 출연 이후 서울에서 주로 활동하였으나, 2018년부터는 대구에서 활동을 하고 있다.

## 학력
- 2004년 죽전중학교 졸업
- 2007년 경원고등학교 졸업

## 방송
- 히든싱어 2 (2013) - 임창정 편 3위
- 히든싱어 3 (2014) - 태진아 편 5위

## 음반
- Purish (2017)
- 그대 그린 그림 (2017)
- 넌 봄이다 (2018)
- 또 그리울 오늘 (2018)
- 이 노래 (2021)

## 공연
- 김대산의 자기소개서 (2016)
- 무한열전 2021시즌 - 대구 (2021)
- 너의 이름은 (2021)